# Robassomero
Robassomero là một đô thị ở tỉnh Torino trong vùng Piedmont, có vị trí cách khoảng 20 km về phía tây bắc của Torino, nước Ý. Tại thời điểm ngày 31 tháng 12 năm 2004, đô thị này có dân số 3.061 người và diện tích là 8,4 km².
Robassomero giáp các đô thị: Nole, Cirié, Fiano, San Maurizio Canavese, Caselle Torinese, Druento, và Venaria Reale.